# Syznak
Syznak – wieś w Armenii, w prowincji Sjunik. W 2011 roku liczyła 194 mieszkańców.